# カステルフランコ・エミーリア
カステルフランコ・エミーリア（伊: Castelfranco Emilia）は、イタリア共和国エミリア＝ロマーニャ州モデナ県にある、人口約33,000人の基礎自治体（コムーネ）。

## 地理

### 位置・広がり

#### 隣接コムーネ
隣接するコムーネは以下の通り。括弧内のBOはボローニャ県所属を示す。
- アンツォーラ・デッレミーリア (BO)
- モーデナ
- ノナントラ
- サン・チェザーリオ・スル・パーナロ
- サン・ジョヴァンニ・イン・ペルシチェート (BO)
- サンターガタ・ボロニェーゼ (BO)
- バルサモッジャ (BO)

### 気候分類・地震分類
カステルフランコ・エミーリアにおけるイタリアの気候分類 (it) および度日は、zona E, 2269 GGである。
また、イタリアの地震リスク階級 (it) では、zona 3 (sismicità bassa) に分類される。

## 行政

### 分離集落
カステルフランコ・エミーリアには、以下の分離集落（フラツィオーネ）がある。
- Cavazzona, Gaggio di Piano, Manzolino, Panzano, Piumazzo, Rastellino, Recovato, Riolo

## 姉妹都市
- マルクトレドヴィッツ、ドイツ 1997年